# Koosharem
Koosharem és una població dels Estats Units a l'estat de Utah. Segons el cens del 2000 tenia 276 habitants.

## Demografia
Segons el cens del 2000, Koosharem tenia 276 habitants, 88 habitatges, i 79 famílies. La densitat de població era de 190,3 habitants per km².
Dels 88 habitatges en un 46,6% hi vivien nens de menys de 18 anys, en un 80,7% hi vivien parelles casades, en un 6,8% dones solteres, i en un 9,1% no eren unitats familiars. En el 9,1% dels habitatges hi vivien persones soles el 6,8% de les quals corresponia a persones de 65 anys o més que vivien soles. El nombre mitjà de persones vivint en cada habitatge era de 3,14 i el nombre mitjà de persones que vivien en cada família era de 3,3.
Per edats la població es repartia de la següent manera: un 35,1% tenia menys de 18 anys, un 10,1% entre 18 i 24, un 22,1% entre 25 i 44, un 21% de 45 a 60 i un 11,6% 65 anys o més.
L'edat mediana era de 30 anys. Per cada 100 dones de 18 o més anys hi havia 103,4 homes.
La renda mediana per habitatge era de 34.583 $ i la renda mediana per família de 40.625 $. Els homes tenien una renda mediana de 32.500 $ mentre que les dones 18.929 $. La renda per capita de la població era de 13.481 $. Entorn del 5,3% de les famílies i el 8,8% de la població estaven per davall del llindar de pobresa.

## Poblacions més properes
El següent diagrama mostra les poblacions més properes.